# Залізницька сільська рада (Любешівський район)
Залізницька сільська рада — колишня адміністративно-територіальна одиниця та орган місцевого самоврядування в Любешівському районі Волинської області з адміністративним центром у селі Залізниця.
Припинила існування 30 листопада 2017 року через об'єднання до складу Любешівської селищної територіальної громади Волинської області. Натомість утворено Залізницький старостинський округ при Любешівській селищній громаді.

## Населені пункти
Сільській раді були підпорядковані населені пункти:
- с. Залізниця
- с. Лобна
- с. Міжгайці

## Склад ради
Рада складалася з 16 депутатів та голови.

### Керівний склад ради
| ПІБ                           | Основні відомості                                                                | Дата обрання | Дата звільнення |
| ----------------------------- | -------------------------------------------------------------------------------- | ------------ | --------------- |
| Римарчук Галина Петрівна      | Сільський голова, 1966 року народження, освіта, позапартійна                     | 26.03.2006   | 31.10.2010      |
| Жилко Лідія Борисівна         | Сільський голова, 1961 року народження, освіта незакінчена вища, позапартійна    | 31.10.2010   | 25.10.2015      |
| Михальчук Любов Олександрівна | Сільський голова , 1975 року народження, освіта середня спеціальна, позапартійна | 25.10.2015   |                 |

Примітка: таблиця складена за даними джерела

## Населення
Згідно з переписом УРСР 1989 року чисельність наявного населення сільської ради становила 2376 осіб, з яких 1153 чоловіки та 1223 жінки.
За переписом населення України 2001 року в сільській раді мешкали 2464 особи.

### Мова
Розподіл населення за рідною мовою за даними перепису 2001 року:
| Мова       | Відсоток |
| ---------- | -------- |
| українська | 99,88 %  |
| білоруська | 0,08 %   |
| російська  | 0,04 %   |